# TSV Hanau 1860
TSV Hanau 1860 is een Duitse sportclub uit Hanau, Hessen. De club is actief in meerdere sporten en verwierf landelijke bekendheid in de voetbalafdeling toen de club voor het einde van de Tweede Wereldoorlog enkele seizoenen in de hoogste klasse speelde. Naast voetbal is de club actief in atletiek, badminton, bowling, funsport, gymnastiek, handbal, kegelen, nordic walking, tafeltennis, volleybal en wandelen.

## Geschiedenis
Reeds in 1840 ontstond een eerste sportvereniging in Hanau met Hanauer Tabakverein. Deze werd in 1950 ontbonden nadat meerdere leden in opspraak gebracht werden. Op 9 november 1860 werd Turnverein der Cigarrenarbeiter Hanau opgericht dat als rechtsgeldige opvolger beschouwd wordt. In 1878 werd de naam gewijzigd in Turnverein Hanau en in 1881 splitsten enkele leden zich van de vereniging af om Turngesellschaft Hanau 1881 op te richten.
In 1905 werd een voetbalafdeling opgericht, die zich in 1912 aansloot bij de Zuid-Duitse voetbalbond. In 1922 fuseerden TV en TS en de nieuwe naam werd TSV Hanau. Twee jaar later volgde echter een nieuwe splitsing. De voetbalafdeling werd zelfstandig onder de naam Sport 1860 Hanau. Na vier jaar fuseerden zij met FC Viktoria 1894 Hanau tot SpVgg 1860/94 Hanau. Na één seizoen als fusieclub degradeerde de club echter.
In 1934 sloot de club zich weer bij TV 1860 aan. In 1939 promoveerde de club naar de Gauliga Hessen. Na twee seizoenen in de middenmoot volgde een degradatie in 41/42.
Na de Tweede Wereldoorlog startte de club in de Landesliga, de tweede klasse. Na twee seizoenen degradeerde de club en verzonk al snel in de anonimiteit van de laagste klassen. De club bracht wel nog een groot talent voort. Rudi Völler speelde van 1968 tot 1975 bij de club en werd in 1990 erelid.